# Suessiales
Suessiales es un orden de organismos unicelulares de la superclase Dinoflagellata, clase Dinophyceae.

## Familias
El Registro Mundial de Especies Marinas acepta las siguientes familias en el orden:
- Biecheleriaceae
- Borghiellaceae
- Suessiaceae Montresor, Procaccini & Stoecker, 1999
- Symbiodiniaceae Fensome, Taylor, Norris, Sarjeant, Wharton & Williams, 1993